# District de Saint-Mihiel
Le district de Saint-Mihiel est une ancienne division territoriale française du département de la Meuse de 1790 à 1795.
Il était composé des cantons de Saint Mihiel, Bouconville, Dompcevrin, Hannonville, Lacroix, Pierre Fitte, Sampigny et Vigneulles-lès-Hattonchâtel.